# Suchacze
Suchacze (bułg. Сухаче) – wieś w Bułgarii, w obwodzie Plewen, w gminie Czerwen brjag. Według danych szacunkowych Ujednoliconego Systemu Ewidencji Ludności oraz Usług Administracyjnych dla Ludności, 15 czerwca 2020 roku miejscowość liczyła 667 mieszkańców.

## Osoby związane z miejscowością

### Urodzeni
- Wyłko Dimitrow (1885–1944) – działacz Bułgarskiego Ludowego Związku Chłopskiego